# Municipio de Leef
El municipio de Leef (en inglés: Leef Township) es un municipio ubicado en el condado de Madison en el estado estadounidense de Illinois. En el año 2010 tenía una población de 628 habitantes y una densidad poblacional de 8,25 personas por km².

## Geografía
Según la Oficina del Censo de los Estados Unidos, el municipio tiene una superficie total de 76.09 km², de la cual 75,8 km² corresponden a tierra firme y (0,38 %) 0,29 km² es agua.

## Demografía
Según el censo de 2010, había 628 personas residiendo en el municipio de Leef. La densidad de población era de 8,25 hab./km². De los 628 habitantes, el municipio de Leef estaba compuesto por el 97,77 % blancos, el 0,32 % eran afroamericanos, el 0,48 % eran asiáticos y el 1,43 % eran de una mezcla de razas. Del total de la población el 0 % eran hispanos o latinos de cualquier raza.